# Киров (Брянская область)
Киров — поселок в Клинцовском районе Брянской области, в составе Великотопальского сельского поселения.

## География
Находится в западной части Брянской области на расстоянии приблизительно 20 км на юг-юго-восток по прямой от железнодорожного вокзала станции Клинцы.

## История
Известен с 1920-х годов. Назывался до 1937 года — Рыков, позднее Кирово, им. Кирова. В середине XX века работал колхоз «Коллективный труд». На карте 1941 года отмечен как поселение с 98 дворами.

## Население
Численность населения: 370 человек (1926), 72 человека (2002), 48 человек (2010), 41 человек (2013).
Будет упразднен как фактически не существующий в связи с переселением всех жителей на постоянное место жительства в другие населённые пункты.